# Aéroport Juancho E. Yrausquin
L'aéroport Juancho E. Yrausquin (code IATA : SAB • code OACI : TNCS) est le seul aéroport de l'île antillaise de Saba.

## Renseignements
La réputation d'aéroport périlleux découle de la position de l'aéroport : il est flanqué, d'un côté, par des collines élevées et, de l'autre côté et aux deux extrémités de la piste, par des falaises qui tombent dans la mer. De plus, sa piste est extrêmement courte : l'avion risque donc de finir dans la mer ou de donner contre les falaises rocheuses à cause d'un atterrissage trop court ou trop long.
L'aéroport est officiellement fermé à la circulation de jets à réaction, mais les aéronefs à hélice des lignes aériennes régionales peuvent y atterrir à la suite d’une dispense de l'autorité de l'aviation civile des Antilles néerlandaises. Les aéronefs qui y atterrissent sont le plus souvent des Twin Otter et BN-2 Islander
On peut voir l’aéroport depuis certains endroits de Saint-Martin.

## Installations
Les avions à réaction ne peuvent y atterrir, car la piste est trop courte, ne mesurant que 396 mètres (1 300 pieds). Il est toutefois fréquent d'y voir de petits aéronefs (DHC-6, BN-2 et hélicoptères). Il y a une petite aire de trafic et aérogare au sud-ouest de la piste. Cette aire comprend une aire d'atterrissage d'hélicoptères. L'aérogare abrite les bureaux de Winair, de l'immigration et des services de sûreté aérienne, sand security, le service d'incendie, qui dispose d'un camion à incendie, et une tour. La tour n'offre qu'un service consultatif ; on n'y assure pas le contrôle de la circulation aérienne. Il n'y a pas d'AVGAS ou JET A-1 vendu sur le territoire de Saba.

## Situation

### Carte des aéroports du Royaume des Pays-Bas
| Amsterdam Eindhoven Groningue Maastricht-Aix-la-Chapelle Rotterdam-La Haye |

| Bonaire Saba Saint-Eustache Curaçao Aruba Saint-Martin |

## Compagnies aériennes et destinations
| Compagnies            | Destinations                                                                                        |
| --------------------- | --------------------------------------------------------------------------------------------------- |
| Anguilla Air Services | Charter : Anguilla-Clayton J. Lloyd                                                                 |
| SXM Airways           | Charter: Saint-Martin - Princesse-Juliana                                                           |
| Winair                | Saint-Barthélemy, Saint-Eustache, Saint-Martin - Princesse-Juliana Charter: Saint John's-V. C. Bird |
| Windward Express      | Charter: Saint-Martin - Princesse-Juliana                                                           |

Édité le 07/03/2018  Actualisé le 27/12/2022
En 2012, la seule compagnie aérienne qui dessert l'aéroport Yrausquin est l'entreprise locale Winair, qui exploite des vols quotidiens de DHC-6 Twin Otter à destination de Saint-Martin et de Saint-Eustache. Le vol à destination de Saint-Martin prend environ douze minutes.

## Statistiques
Pour des raisons techniques, il est temporairement impossible d'afficher le graphique qui aurait dû être présenté ici.

Voir la requête brute et les sources sur Wikidata.